# 亀山城 (備前国)
亀山城（かめやまじょう）は、岡山県岡山市東区沼にあった日本の城（平山城）。別名沼城。岡山市指定史跡。

## 概要
現在の岡山市東区沼の浮田小学校の東隣に位置し、天文年間に浦上宗景配下の中山勝政が築城した。永禄2年（1559年）、宗景の命により宇喜多直家は義父の信正を謀殺して城主となり、岡山城に移るまでの約15年間は当城を拠点とし、領土を増やした。
1582年、本能寺の変後の中国大返しで、羽柴秀吉軍は備中高松城からこの城まで移動、しばしの休息後、姫路城を目指したと伝わる。慶長6年（1602年）、岡山に移封された小早川秀秋によって廃されている。
本丸跡にはソテツが植えられている。当城で生まれた宇喜多秀家（直家の子）は関ヶ原の戦いに敗れた結果、八丈島に流罪となった。子孫が赦免されたのは明治維新後であったが、その時八丈島でソテツの花が咲いた（赦免花）という言い伝えから、植えられた物である。また宇喜多秀家誕生の地という記念碑が建てられている。

## 現状
1980年代まで主郭の北と西に残存していた土塁は公園化の際に破壊され、現在は痕跡を留める程度になっている。または西ノ丸西側に残存していた土塁も、現在は消失している。市指定史跡でありながら、その他の遺構も郭の耕作地化などでほとんどが既に失われている。また古い絵図には東側に出丸が描かれているが、その後の耕作地化で消滅したと考えられる。

## ギャラリー

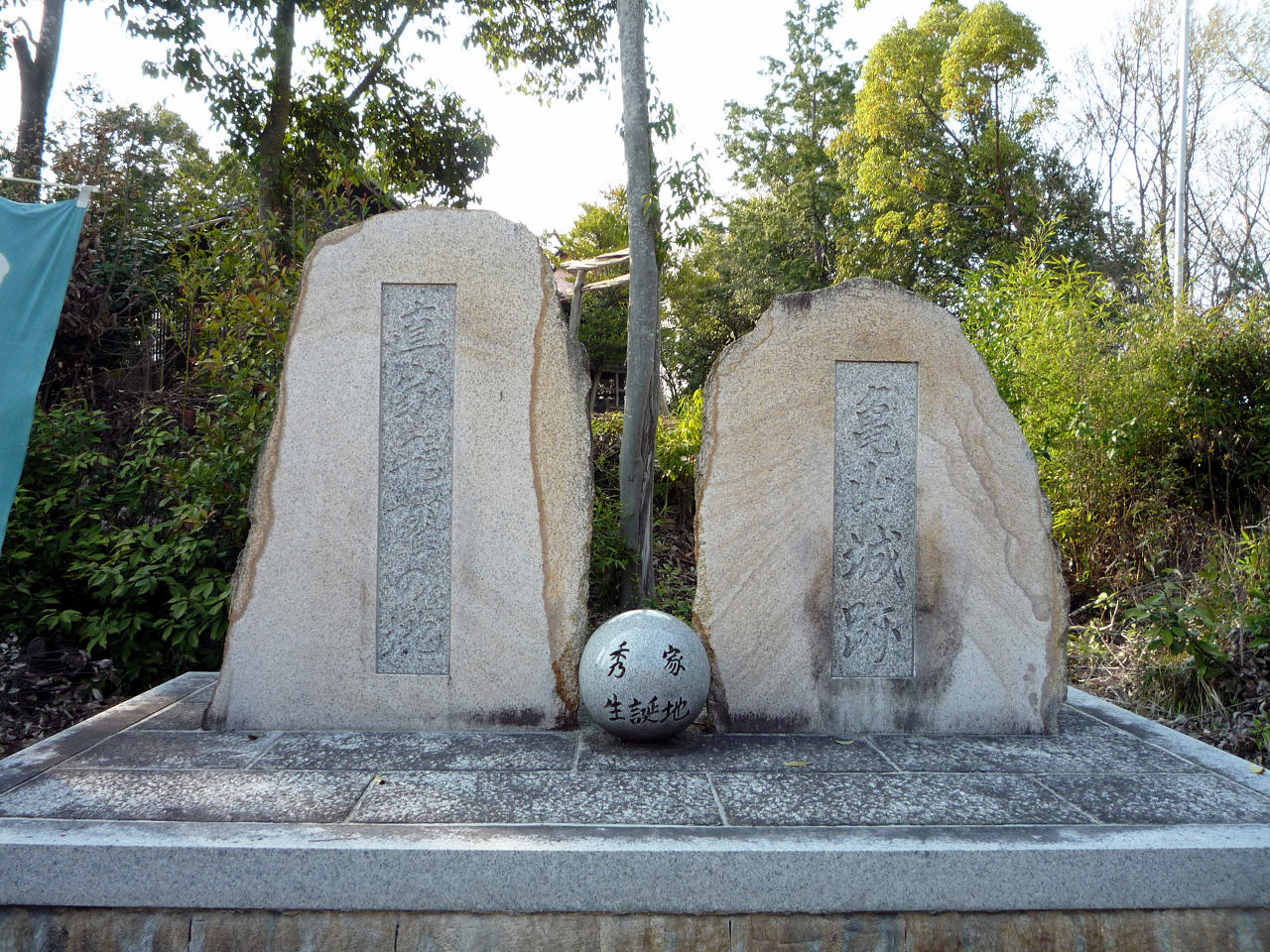
宇喜多秀家誕生の記念碑
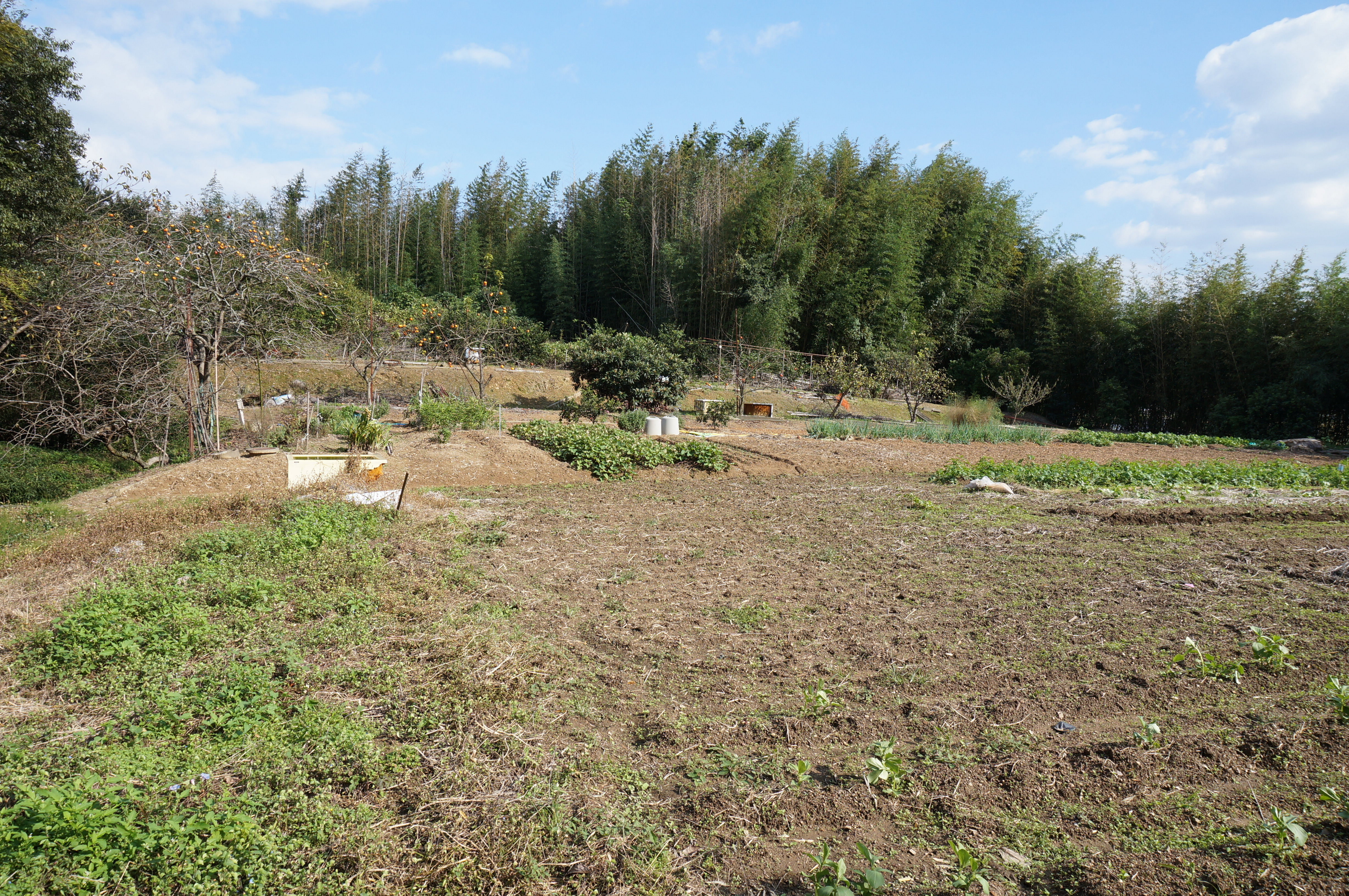
耕作地となっている旧二の丸の現状
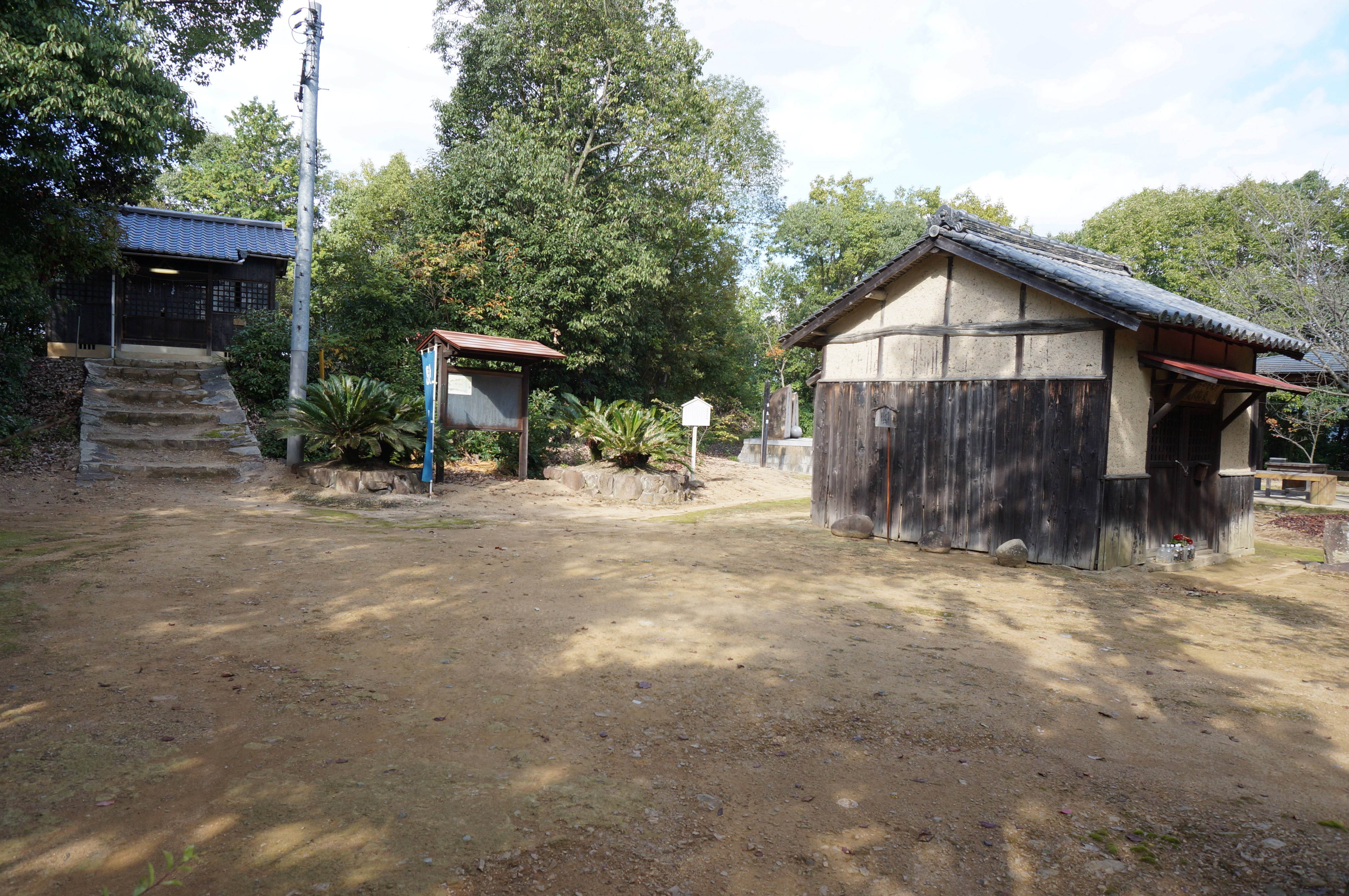
本丸の現状
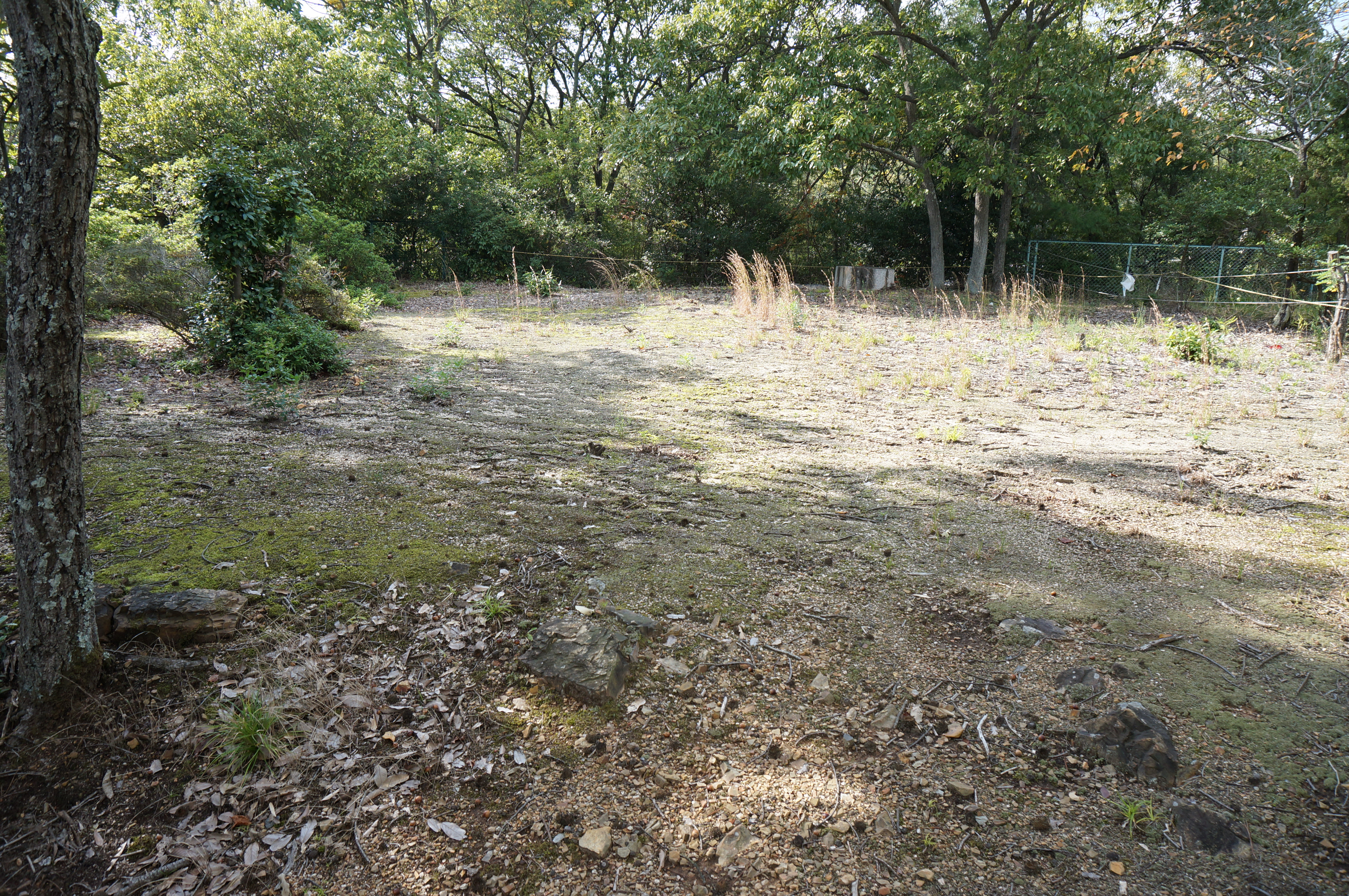
西の丸の現状
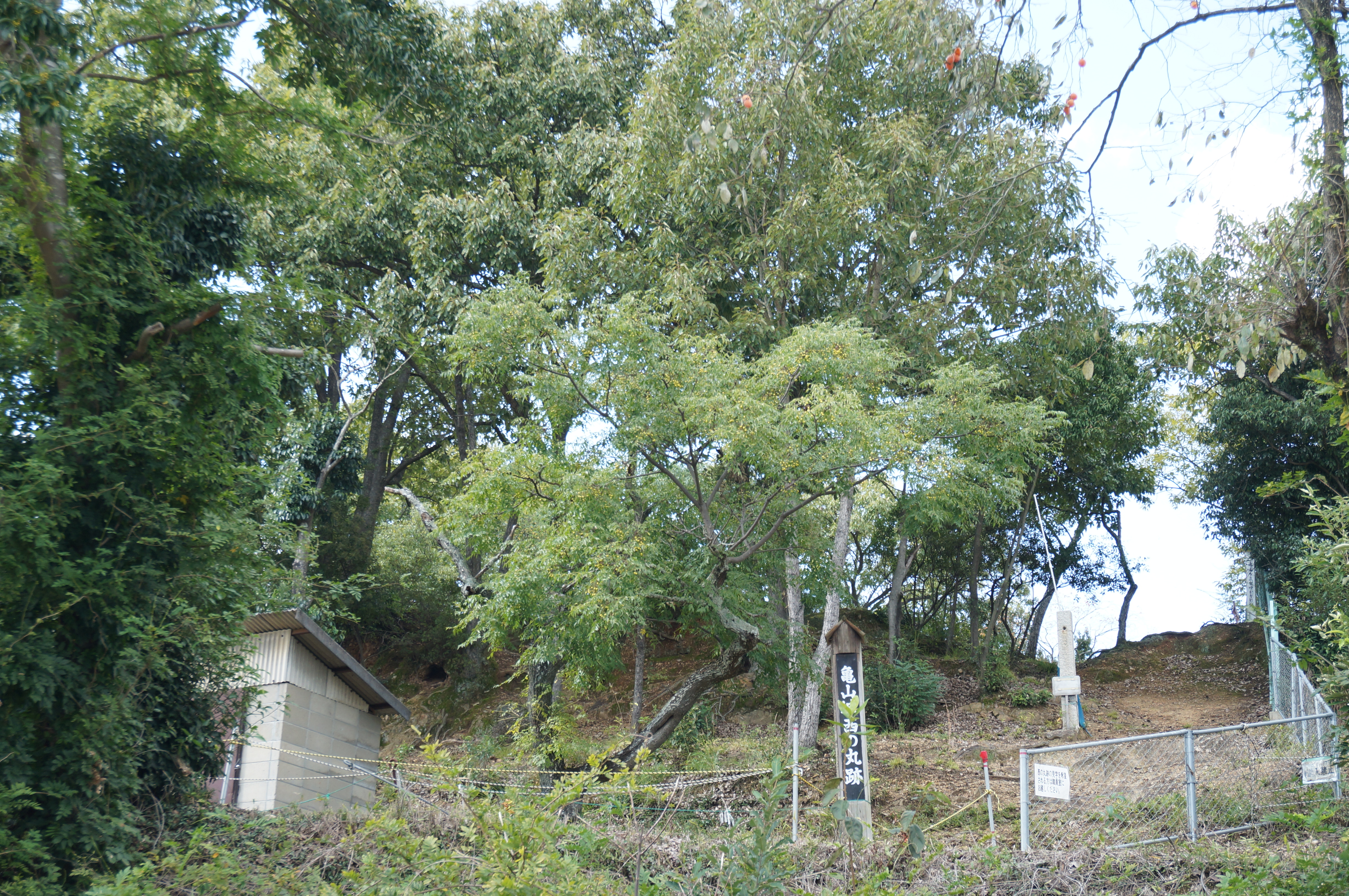
西の丸を臨む

## 建築
- この城の天守が岡山城に移築され大納戸櫓として利用されたという言い伝えがあったが[5]、明治維新後に破却された。